# Dragontorpet Abrahamsberg

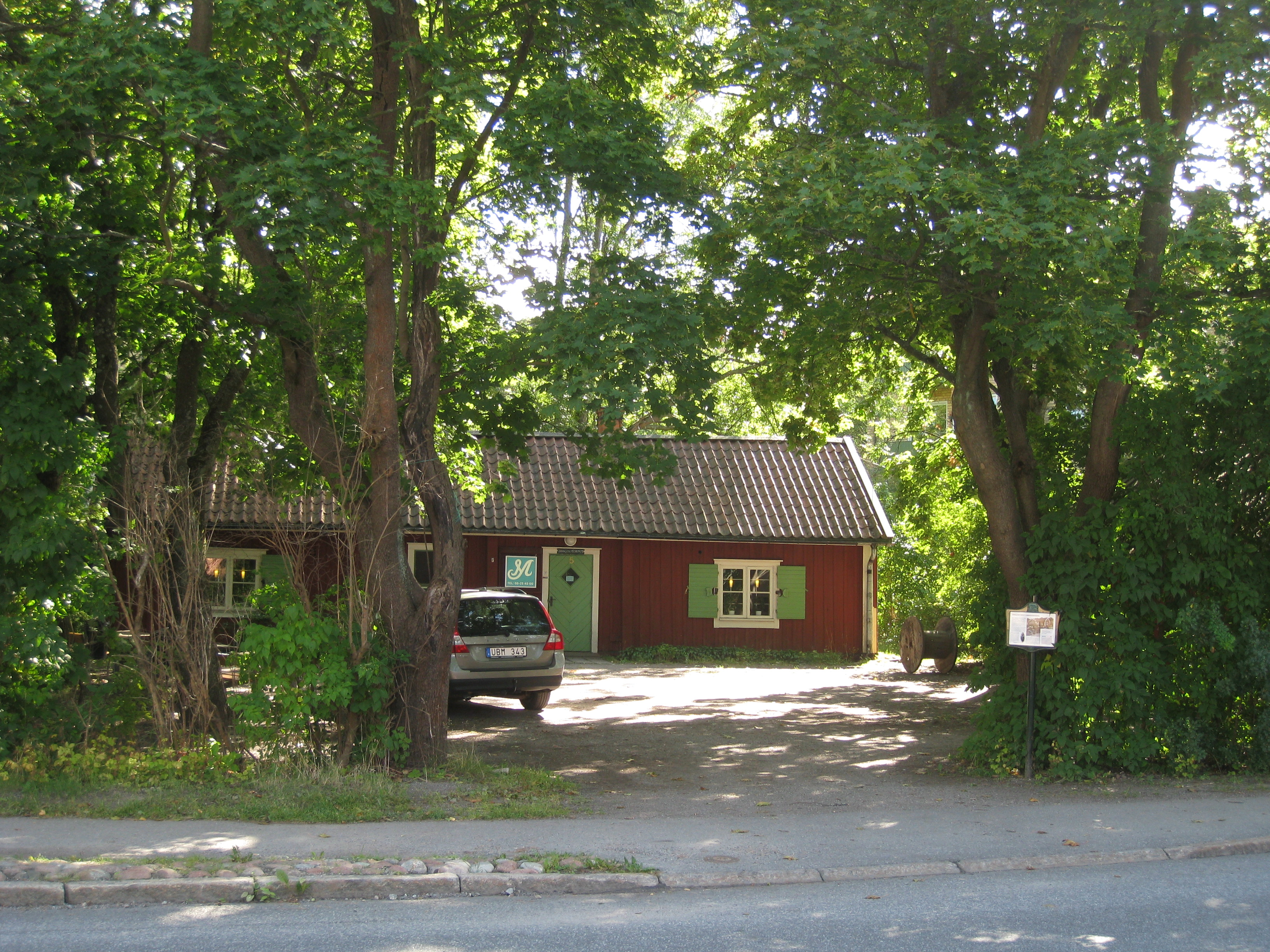
Dragontorpet i Abrahamsberg har legat på sin nuvarande plats sedan början av 1700-talet. Foto september 2013.

Dragontorpet Abrahamsberg är ett soldattorp, en låg, röd stuga, som ligger i stadsdelen Abrahamsberg i Bromma, väster om Stockholm. Abrahamsbergstorpet, som ligger på Gustav III:s väg 5, är ett av de sista torpen, som finns kvar i Bromma. Av Bromma sockens 103 kända torp och stugor finns det idag bara 10 torp kvar. Vissa av dem är ombyggda. Dragontorpet i Abrahamsberg är troligen från början av 1700-talet.

## Dragontorpets läge
Dragontorpet i Abrahamsberg ligger vid Abrahamsbergsvägens korsning med Gustav III:s väg, det vill säga från början låg torpet vid dåvarande Drottningholmsvägen. Det är den enda väg som går genom området och passerar torpet. Torpet kallades även för Nora dragontorp. Gustav III:s väg invigdes den 19 augusti 1787 av Gustav III. Vägen underlättade resandet mellan Stockholms slott och Drottningholms slott.
Torpet ligger i en sluttning som sannolikt delvis en gång var skogbevuxen. Torparen odlade troligen potatis och spannmål och hade kor, några grisar och höns samt kanske någon häst. Genom skogsröjning fick torparen slåttervall och foder till djuren, som vallades på skogen. Som dragon hade troligen torparen betydligt högre status än övriga torpare i området.

## Brommas fyra dragoner
Bromma underhöll fyra dragoner. Dragonerna hölls av de rustade säterierna Bällsta, Ranhammar och Ulvsunda. I Bromma fanns även fem båtsmän. Dragontorpet i Abrahamsberg är det enda kvarvarande ryttartorpet i Bromma. Norrby båtsmanstorp i Riksby är det enda kvarvarande båtsmanstorpet. Båda är troligen från 1700-talet. Abrahamsbergs dragontorp, eller Ulvsunda dragontorp, som det också kallades, ligger i kvarteret Ryttartorpet.

## Dragontorpet lydde under Ulvsunda

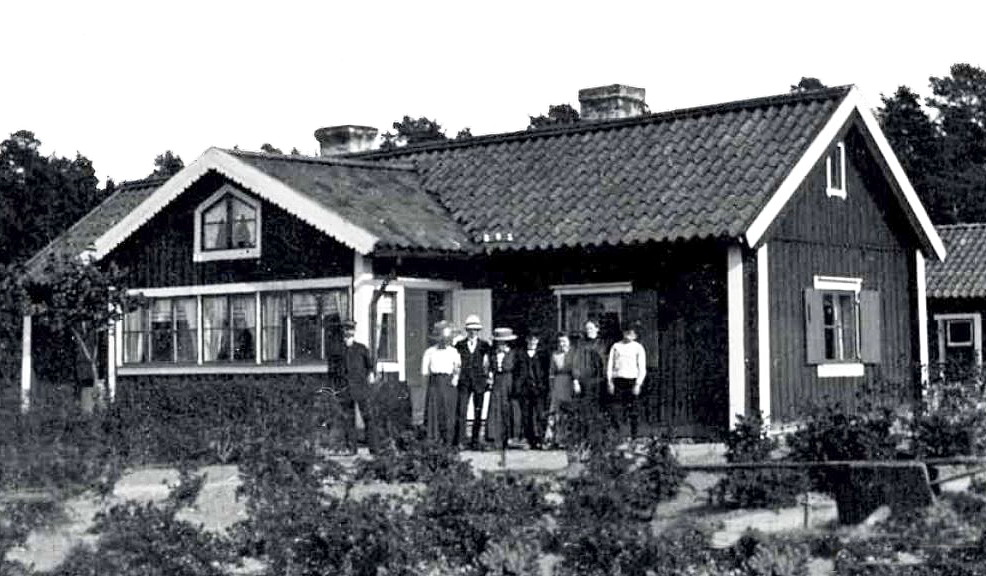
Dragontorpet i Abrahamsberg 1920.

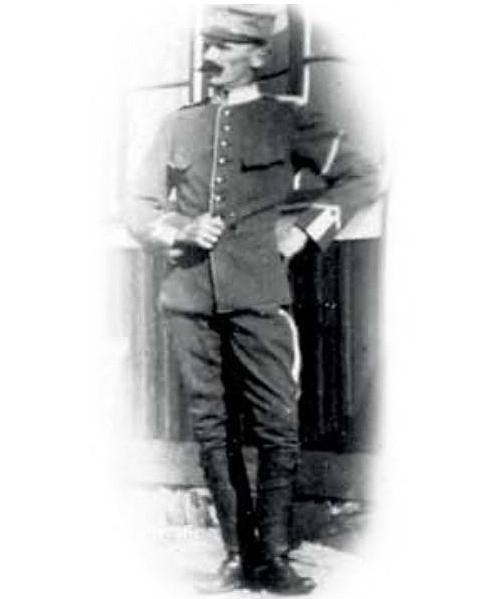
Dragon Frans Krieg var Brommas siste indelte soldat.

Torpet lydde under Ulvsunda slott, tidigare lydde det under Ranhammars säteri som rusthållare. Det har troligen i början av 1700-talet flyttats till Abrahamsberg, antingen från Ranhammar eller från Linta by. Torpet förekommer på kartor från 1829, 1855, 1867, 1868, 1886, 1907 och 1917-1920 års kartor. Det nämns i husförhörslängder 1779-1800, då tillhörande Ranhammars rote och Ulvsunda rote, och 1807-1810, tillhörande Ranhammars rote. I husförhörsprotokoll 1824 nämns dragonen Lars Gustaf Stark med hustru Kristina Margareta Mellberg. År 1843 står dragonen Rolf Eric och Christina Fröling som boende i torpet.
Namnet Abrahamsberg fick torpet vid mitten av 1850-talet, då dragonen Gustaf Abraham Pihl bodde där. Pihl var kvar till 1885. Men då hette torpet inte Abrahamsberg. Först 1889 byggde Abraham Pihl det vita tegelhuset, som han kallade Abrahamsberg.

## Dragonen Frans Krieg flyttade till torpet 1885
År 1885 flyttade Frans Krieg till torpet. Han var Brommas siste indelte soldat. Frans Krieg var 18 år, när han blev dragon för Livregementets Dragoner. Han gjorde sitt första möte år 1886 med regementet på Ladugårdsgärde. Frans Krieg hann utnämnas till distinktionskorpral, den högsta manskapsgraden, innan indelningsverket upphörde 1902. Under åren 1858-1915 var distinktionskorpral en grad mellan korpral och sergeant i svenska armén. Den ersattes 1915 med furir. Motsvarande grad i artilleriet kallades förste konstapel, eftersom artilleriets motsvarighet till korpral hette konstapel. Gustaf Abraham Pihl bodde kvar några år efter det att Frans Krig kommit till torpet.

## Abraham Pihl byggde vitputsat tegelhus som han kallade Abrahamsberg
Baron och statsministern Gustaf Åkerhielm af Margretelund (1833-1900) på Ulvsunda lät Gustaf Abraham Pihl få jord nära torpet. Här byggde Pihl 1889 ett vitputsat tegelhus. Detta hus fick namnet Abrahamsberg och övertogs av Abraham Pihl den yngre, då fadern dog år 1898. Bebyggelsen i området fick namnet Abrahamsberg efter tegelhuset.

## Sixten Krieg övertog faderns torp och rörelse
Torpet flyttades till sin nuvarande plats under 1800-talets första hälft då Ulvsunda gård utökade sina egendomar och övertog rusthållarskapet för dragonerna. Frans Krieg var den siste dragonen. År 1916 flyttade Frans Krieg till Ulvsunda. Han bodde i torpet från 1885 till 1916, då det övertogs av hans son Sixten Krieg, som etablerade rörelsen Sixten Kriegs Åkeri och Renhållningsfirma. Fadern Frans Krieg hade påbörjat verksamhet med sophämtning i Bromma, en affärsrörelse som alltså övertogs av sonen. Soptippen låg vid numera korsningen av Tunnlandsvägen och Fredrikslundsvägen i Åkeslund. Efter sin soldattid fortsatte sonen Sixten Krieg den sophämtningsrörelse, som fadern hade påbörjat. Abrahamsbergs dragontorp byggdes ut med en svingård med 200 svin. Vid utbyggnaden av stadsdelen Abrahamsberg på 1930-talet revs stallar, ladugård, svinhus och garage. Vid slutet av 1800-talet gick torpet, och senare också stadsdelen, under namnet Abrahamsberg efter dragonen Gustaf Abraham Pihl.
Innan området vid Åkeslund blev bebyggt låg här till 1938 en väldig soptipp. Under 1942 blev området bebyggt med hyreshus. Vid den nuvarande korsningen av Tunnlandsvägen och Fredrikslundsvägen i Åkeslund låg soptippen, norr om Olovslund. Fredrikslundstorpet låg strax norr om Olovslundsskolan och norr om Gustav III:s väg. I närheten av Fredrikslunds torp i Åkeslund hade renhållningsfirman Frans Krieg sin soptipp fram till 1938.